# Lophops saccharicida
Lophops saccharicida är en insektsart som först beskrevs av George Willis Kirkaldy 1906.  Lophops saccharicida ingår i släktet Lophops och familjen Lophopidae. Inga underarter finns listade i Catalogue of Life.